# 梅原龍三郎
梅原龍三郎 (1888年3月9日—1986年1月16日) 是日本洋畫家。出生于京都府京都市。日本藝術院會員。1952年獲日本文化勳章，1956年得朝日文化賞。

## 作品
名作有《戴軟帽的婦人》(1908)、《頸飾》(1913)、《那不勒斯風光》(1912)、《座裸婦》(1921)，和風景畫《霧島》(1937)、《櫻島》(1937)、《淺間山》(1950) 等。

## 外部連結
- https://www.tobunken.go.jp/materials/bukko/10082.html （页面存档备份，存于） - 東京文化財研究所